# Colibrí maragda de Cozumel
El colibrí maragda de Cozumel (Cynanthus forficatus) és una espècie d'ocell de la família dels troquílids (Trochilidae) que habita les illes properes a la Península de Yucatán.